# Pisaurina dubia
Pisaurina dubia är en spindelart som först beskrevs av Nicholas Marcellus Hentz 1847.  Pisaurina dubia ingår i släktet Pisaurina och familjen vårdnätsspindlar. Inga underarter finns listade i Catalogue of Life.